# Sebastian Mitterer (Politiker)
Sebastian Mitterer (* 1942) ist ein österreichischer Politiker (ÖVP). Er war von 2003 bis Jänner 2006 Landesrat in der Tiroler Landesregierung van Staa II.
Der gebürtige Wörgler Mitterer studierte Volkswirtschaft in Innsbruck (Diplom-Volkswirt) und Wirtschaftspädagogik in Wien (Magistergrad). Des Weiteren legte er die Lehramtsprüfung ab. Mitterer unterrichtete ab 1968 und stieg 1970 zum Leiter der Städtischen Handelsschule in Wörgl auf. 1976 wurde er Direktor der Bundeshandelsakademie Wörgl, der er bis 1999 vorstand.
Mitterer gehört seit 1973 dem ÖAAB an und wurde 1991 zum Bezirksobmann von Kufstein gewählt. Dieses Amt übte er bis 2001 aus. Ab 1974 vertrat er die ÖVP im Gemeinderat von Wörgl und war dort zehn Jahre lang Stadtrat. Zwischen 1986 und 1994 wirkte er in der Stadt als 1. Bürgermeister-Stellvertreter.
Von 1994 bis 1999 vertrat Mitterer die ÖVP im Tiroler Landtag und war dort Sport- und Verkehrssprecher. 1999 wurde Mitterer zum amtsführenden Präsidenten des Landesschulrates für Tirol bestellt. 2003 übernahm Mitterer das Amt des Landesrats für Bildung und Generationen, wobei sein Ressort die Agenden Pflichtschulen, Universitätsangelegenheiten, Fachhochschulen, Jugendschutz sowie Jugend-, Familien- und Seniorenpolitik umfasste. Während seiner Amtszeit setzte er sich für verbesserte Bildungsstandards, den Ausbau der Nachmittagsangebote, ein verbessertes Angebot von Förderunterricht sowie für die Erhaltung der Tiroler Kleinstschulen ein. Nach dem Rücktritt Ferdinand Eberles aus der Landesregierung führte eine große Regierungsumbildung auch zum Ausscheiden Mitterers aus der Landesregierung. Seinen Aussagen zufolge schied der 63-jährige Landesrat freiwillig aus der Regierung aus, wollte jedoch nicht kommentieren, ob bei der Entscheidung auch sanfter Druck von Seiten des Landeshauptmanns Herwig van Staa im Spiel gewesen sei. Nach einer kurzen Übergangsphase legte Mitterer auch sein Amt als amtsführenden Landesschulratspräsidenten zurück.

## Privates
Sebastian Mitterer war Skirennläufer und Trainer beim SC Wörgl sowie als Fußballer beim SV Wörgl aktiv.

## Auszeichnungen
- Goldene Ehrenzeichen des ÖAAB
- Ehrenzeichen des Landes Tirol
- Sportehrenzeichen des Landes Tirol
- Ehrenring der Stadtgemeinde Wörgl